# 둔촌주공아파트
둔촌주공아파트는 대한민국 서울특별시 강동구 둔촌동에 위치한 아파트 단지이다. 1980년에 완공되어 입주가 시작되었다. 2017년 재건축이 확정되었다.

## 재건축
재건축 아파트는 지상 35층 ~ 지하 4층으로 구성되고 2019년 2월 착공해 2022년 5월 준공 예정이었지만 아직까지 합의가 되지 않은 점이 있어 후 몇 년이 더 걸릴 수도 있다.

## 교육
초등학교
- 서울둔촌초등학교
- 서울위례초등학교
  - 서울위례초등학교 병설유치원
- 서울한산초등학교

중학교
- 한산중학교
- 동북중학교

고등학교
- 동북고등학교
- 둔촌고등학교

## 같이 보기
- 둔촌동